# Aphelandra simplex
Aphelandra simplex é uma espécie de planta do gênero Aphelandra.  

## Taxonomia
A espécie foi descrita em 1895 por Gustav Lindau. 